# پرگزیده دم‌برنزه
پرگزیده دم‌برنزه (نام علمی: Chalybura urochrysia) گونه‌ای از مرغ مگس در «زمردها» از زیرتیرهٔ مگس‌مرغ‌تباران است. این گونه در کلمبیا، کاستاریکا، اکوادور، نیکاراگوئه و پاناما یافت می‌شود.

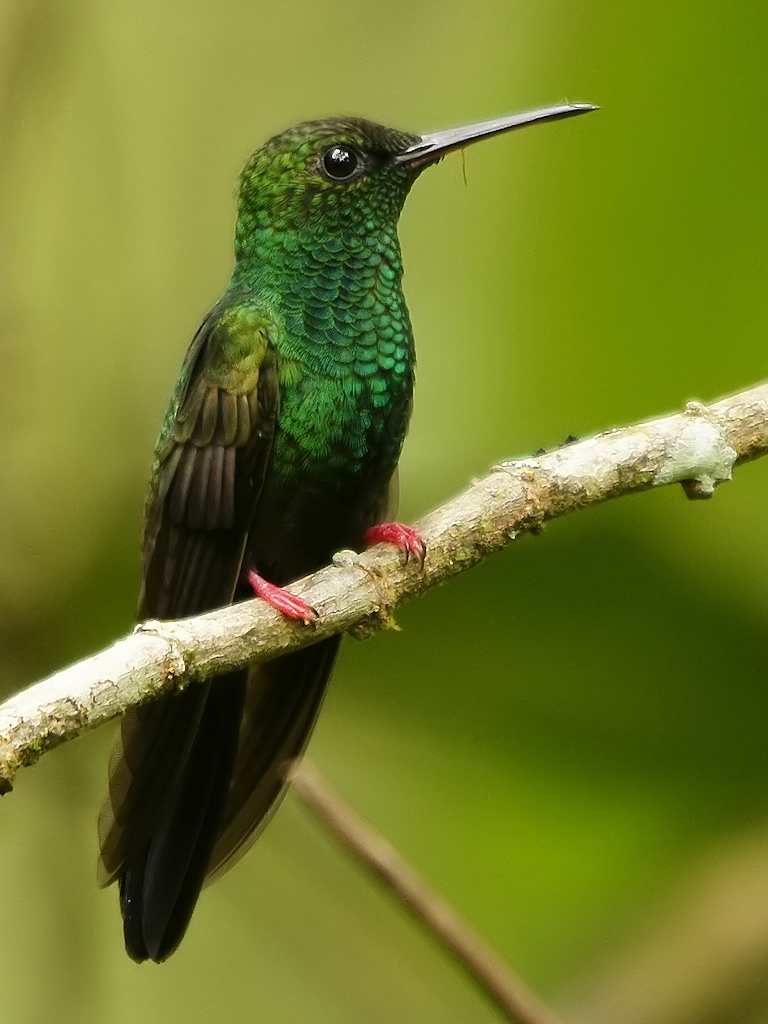
پرگزیده پاسرخ، C. u. melanorrhoa